# Vereinigung der deutschen Zentralheizungswirtschaft
VdZ – Wirtschaftsvereinigung Gebäude und Energie e.V. ist ein eingetragener Verein mit Sitz in Berlin. Das Kürzel VdZ steht für den ursprünglichen Namen „Vereinigung der deutschen Zentralheizungswirtschaft“. 
Der Verband ist ein Spitzenverband, der sich aus Mitgliedsverbänden der Heizungs- und Gebäudetechnikbranche zusammensetzt. Diese kommen aus den Bereichen Industrie, Großhandel und Installationsgewerbe. Insgesamt repräsentiert der VdZ knapp 50.000 Unternehmen mit über 540.000 Beschäftigten.

## Geschichte
1963 wurde die Vorläuferorganisation „Verband der Zentralheizungswirtschaft“ in Köln gegründet. Seit 1967 ist der Verband Träger der alle zwei Jahre stattfindenden Messe ISH in Frankfurt am Main.
Die Heizungswirtschaft, die im Gründungsjahr des Verbands hauptsächlich von Zentralheizungen geprägt war, hat sich seitdem stark verändert. Inzwischen gibt es in der Gebäudetechnik diverse verschiedene Heizsysteme, deren Hersteller, Händler und Installateure der Verband ebenfalls vertritt. Daher wurde der Verband 2010 in „Spitzenverband der Gebäudetechnik“ umbenannt.
Nachdem die Geschäftsstelle mehrere Jahre in Bonn angesiedelt war, wurde 2010 der Umzug nach Berlin beschlossen, der 2011 stattfand.

## Leitung

### Präsidentschaften
- 2007–2008: Benedikt Mahr (DG Haustechnik)
- 2008–2012: Barbara Wiedemann (DG Haustechnik)
- 2012–2016: Hermann W. Brennecke (VDMA Pumpen und Systeme)
- 2016–2018: Friedrich Budde (ZVSHK)
- 2018–2023: Michael Pietsch (Deutscher Großhandelsverband Haustechnik)[2]
- seit 2023: Frank Voßloh (BDH – Bundesverbands der deutschen Heizungsindustrie)

### Geschäftsführung
- 1999–2012: Horst Eisenbeis
- 2012–2018: Michael Herma
- 2018–2023: Kerstin Stratmann[3]
- seit 2023: Jens J. Wischmann

## Aufgaben
Der Verband vertritt die Interessen der Mitglieder auf politischer Ebene. Hauptziel ist dabei, die Bedeutung von Energieeffizienz in der Gebäudetechnik für die Energiepolitik aufzuzeigen und entsprechende Fördermaßnahmen und Regelungen anzuregen.
Verbraucherinformation in Form der Kampagne Intelligent Heizen und die Ausarbeitung von Leitfäden wie dem Heizungs-Check für das Fachhandwerk gehören ebenfalls zu den Aufgaben des Verbands.
Außerdem entwickelt der Verband Informationsbroschüren und Formulare für Fachhandwerk und Verbraucher, z. B. zu den Themen hydraulischer Abgleich und Heizungsoptimierung.

## Projekte
Der Verband arbeitet mit mehreren Projektgruppen, die sich aus Mitarbeitern der Mitgliedsverbände zusammensetzen. Aktuelle Projekte sind unter anderem:
- Intelligent heizen: Verbraucherinformationen für effizientes Heizen
- Bündnis Energieausweis: Durchsetzung einer Überarbeitung des Energieausweises
- Ökodesign und Verbrauchskennzeichnung: Finden einer Branchenlösung zur Energieverbrauchskennzeichnung von Heizgeräten und Warmwassererzeugern

Die Projekte werden alle zwei Jahre auf dem VdZ-Projektforum präsentiert.

## Mitglieder
Folgende Verbände sind Mitglieder:

### Ordentliche Mitglieder
- Verband Deutscher Maschinen- und Anlagenbau (VDMA) Pumpen + Systeme
- Verband Deutscher Maschinen- und Anlagenbau (VDMA) Armaturen
- Zentralverband Elektrotechnik- und Elektronikindustrie (ZVEI)
- Deutscher Großhandelsverband Haustechnik (DG Haustechnik)
- Zentralverband Sanitär Heizung Klima (ZVSHK)
- GesamtVerband OfenBau e.V.(GVOB)
- Bundesverband der Deutschen Heizungsindustrie (BDH)

### Fördermitglieder
- Mittelständische Heizungsindustrie (MHI)